# Олькеницкая, Раиса Григорьевна
Раиса Григорьевна Олькеницкая (в замужестве Нальди-Олькеницкая и Олькеницкая-Нальди, итал. Raissa Olkienizkaia Naldi; 6 марта 1886, Санкт-Петербург — 18 января 1978, Рим) — переводчица русской прозы, поэзии и драматургии на итальянский язык, поэтесса, прозаик. 

## Биография
Родилась 16 марта 1886 года в Санкт-Петербурге в зажиточной аптекарской еврейской семье из Эйшишек Лидского уезда. Родители — Герц Зхарьевич (Григорий Захариевич) Олькеницкий (1860, Эйшишки — 1905, Варшава) и Элька Боруховна (Елизавета Борисовна) Олькеницкая (в девичестве Пумпянская, 1863 — не позднее 1916). После окончания с золотой медалью гимназии в Варшаве в 1904 году поступила на юридический факультет Падуанского университета. В 1907 году вышла замуж за журналиста Филиппо Нальди (1886—1972), в браке с которым родилось трое детей: Грегорио (Гриша; 1909, Берн — 1963, Рим), Джованна (в замужестве Лецци; 1912, Рим — 1996, Рим) и Елизабетта (в замужестве Вайян; 1916, Болонья — 1983, Бурк-ан-Брес), литератор (была замужем за писателем Роже Вайяном).
Литературным дебютом Олькеницкой стала драматическая трилогия «Три пути» («Tre vie», 1920) и стихотворения в литературном журнале «Il Desco» (май-декабрь 1920, последние позже вошли в поэтический сборник «Зеркало» — «Lo specchio», 1923). Первая большая переводческая работа — «Антология русской поэзии XX века» («Antologia dei poeti russi del XX secolo», 1924). Начиная с 1924 года для миланского издательства «Алпес» («Alpes») переводила на итальянский язык пьесы русских драматургов, в том числе «Дядя Ваня» («Lo zio Vanja») А. П. Чехова, «Лабиринт» («Il labirinto») С. Л. Полякова-Литовцева, «Кого ищешь?» («Che cosa cerchi?») Н. М. Минского (все — 1924), в 1925 году вышли «Ревность» («La gelosia») М. П. Арцыбашева, «Заложники жизни» («Gli ostaggi della vita») Ф. К. Сологуба, «Роза и Крест» («La rosa e la croce») А. А. Блока и триптих Н. Н. Евреинова «Веселая смерть» («La gaia mortе»), «В кулисах души» («Tra le quinte dell’anima»)  «Самое главное» («Ciò che più importa»). Статьи о литературе и театре писала с 1920 года. Позднее публиковала собственные комические пьесы. 
В 1925 году переехала с детьми в Париж, где в силу финансовых проблем мужа вновь занялась переводческой деятельностью. В 1930 году перевела «Диббук» С. А. Ан-ского и «Виринею» Л. Н. Сейфуллиной, подготовила к публикации полные версии «Записок охотника» («Le memorie di un cacciatore») И. С. Тургенева и автобиографических рассказов Л. Н. Толстого. Среди прозаических переводов Олькеницкой — «Новое вино» («Il vino nuovo») М. М. Зощенко, «Дон Хуан — супруг смерти» («Don Giovanni sposo della morte») П. П. Потёмкина и С. Л. Полякова-Литовцева, роман «Красная молодость» («Giovinezza rossa») Е. А. Извольской и А. А. Кашиной, исторические романы Д. С. Мережковского «Наполеон» («Napolone», 1931, восемь переизданий) и «Александр I» («Alessandro I», 1935). 
В 1938 Раиса Олькеницкая окончательно переехала с мужем и детьми в Рим, где до конца жизни продолжала заниматься переводческой деятельностью. Во время Второй мировой войны участвовала в основании журнала Mercurio». В 1954 году участвовала в переводе книги «Автобиографии из писем» («Autobiografia delle lettere») Л. Н. Толстого, которую для изд-ва «Мондадори» («Mondadori») составили Т. Л. Сухотина-Толстая и Этторе Ло Гатто из переписки писателя с родными и друзьями; перевела фантастические рассказы братьев Стругацких (1961), отредактировала сборник стихотворений А. А. Ахматовой, вышедший в 1962 году со вступительной статьёй Ло Гатто. В 1967 вернулась к драматическим переводам — «Вишнёвый сад» («Il giardino dei ciliegi») А. П. Чехова для сборника «Буржуазный театр XIX в.» под редакцией театрального критика Вито Пандольфи (Pandolfi; 1917—1974). Последним переводом Олькеницкой стала вышедшая в 1971 году трилогия «Детство», «Отрочество» и «Юность» («Infanzia, Adolescenza е Giovinezza») Л. Н. Толстого.
Похоронена на кладбище Сан-Лоренцо в Верано.

## Публикации

### Авторские сборники
- Olkienizkaia-Naldi R. Tre vie. Napoli: Giannini, 1920.
- Olkienizkaia-Naldi R. Lo specchio: poesie. Ferrara: Taddei, 1923.
- Olkienizkaia-Naldi R. Antologia dei poeti russi del XX secolo. Milano: Treves, 1924.

### Переводы
- Alfredo Casella, Due liriche per canto e pianoforte: da «Lo specchio» di Raissa Olkienizkaia-Naldi, Milano, Ricordi, 1924.
- Anton Pavlovič Čechov, Lo zio Vanja: scene di vita campagnola in 4 atti, trad. di Raissa Olkienizkaia-Naldi, Milano, Alpes, «La Collezione del Teatro», 1924.
- Solomon L'vovič Poljakov, Il labirinto: dramma in quattro atti, trad. di Raissa Olkienizkaia-Naldi, Milano, Alpes, «La Collezione del Teatro», 1924.
- Nikolaj Maksimovič Valenkin Minskij, Che cosa cerchi? Mistero in un atto, trad. di Raissa Olkienizkaia-Naldi, Milano, Alpes, «La Collezione del Teatro», 1924.
- Michail Petrovič Arcybašev, La gelosia. Dramma in cinque atti, trad. di Raissa Olkienizkaia-Naldi, Milano, Alpes, «La Collezione del Teatro», 1925.
- Aleksandr Aleksandrovič Blok, La rosa e la croce: dramma in 4 atti, trad. di Raissa Olkienizkaia-Naldi, Milano, Alpes, «La Collezione del Teatro», 1925.
- Nikolaj Nikolaevič Evreinov, La gaia morte; Tra le quinte dell'anima; Ciò che più importa, trad. di Raissa Olkienizkaia-Naldi, Milano, Alpes, «La Collezione del Teatro», 1925.
- Fedor Sollogub, Gli ostaggi della vita: dramma in 5 atti, trad. di Raissa Olkienizkaia-Naldi, Milano, Alpes, «La Collezione del Teatro», 1925.
- Maksim Gor'kij, La moneta falsa: dramma in tre atti. Trad. di Cesare Castelli e Raissa Folkes, Milano, Mondadori, «Collezione Teatrale Mondadori», 1927.
- Leonid Nikolaevič Andreev, I giovani: scene drammatiche in quattro atti. Unica trad. dal russo autorizzata di Cesare Castelli e Raissa Folkes, Milano, Sonzogno, «Il Teatro di Andreyew», 1928.
- Joseph Kessel — Hélène Iswolsky, Re ciechi: romanzo, Milano, Vitagliano, 1928.
- Ivan Sergeevič Turgenev, Le memorie di un cacciatore: racconti, prima traduzione dal russo con note di Raissa Olkienizkaia-Naldi, 2 voll., Torino, Slavia, «Il genio russo», 1929.
- Nikolaj Nikolaevič Evreinov, Il teatro nella vita, a cura di Teatrangolo. Con prefazione di Silvio d'Amico, Milano, Alpes, 1929.
- Lidija Nikolaevna Sejfullina, Verso il domani: racconti di vita sovietica, trad. di Raissa Olkienizkaia-Naldi, Lanciano, Carabba, «Antichi e moderni», 1929.
- Lidija Nikolaevna Sejfullina, Virinea, trad. di Raissa Olkienizkaia-Naldi, Lanciano, Carabba, «Antichi e moderni», 1930.
- Sholem An-Ski (Salomone Rappaport), Dibbuk (sul confine dei due mondi). Leggenda drammatica in quattro atti, trad. di Raissa Olkienizkaia-Naldi, Lanciano, Carabba, «Antichi e moderni», 1930.
- Lev Nikolaevič Tolstoj, Racconti autobiografici, prima versione integrale dal russo con note di Raissa Olkienizkaia-Naldi, 2 voll., Torino, Slavia, «Il genio russo», 1930 [vol. 1 Infanzia, Adolescenza; vol. 2 Giovinezza, Ricordi d'infanzia].
- Michail Zoščenko, Il vino nuovo: racconti sovietici, trad. di Raissa Olkienizkaia-Naldi, Milano, Monanni, «Nuovissima collezione letteraria», 1930.
- Hélène Iswolsky — Anna Kašina, Giovinezza rossa, trad. di Raissa Olkienizkaia-Naldi, Firenze, Bemporad, «I romanzi della vita moderna», 1930.
- Nikolaj Nikolaevič Evreinov, Il teatro della guerra eterna. Dramma in tre atti e quattro quadri, Firenze, Nemi, «Collezione del Teatro Comico e Drammatico», 1932.
- Dmitrij Sergeevič Merežkovskij, Napoleone: l'uomo, la sua vita e la sua storia, trad. di Raissa Olkienizkaia-Naldi, con 25 tavole fuori testo, Firenze, Bemporad, «Collezione storica», 1931 (2 ed. Bemporad 1933; 3 ed. Bemporad 1934; 4 ed. Bemporad 1936; 5 ed. Marzocco 1940; 6 ed. Marzocco 1942; 7 ed. Marzocco 1944, 8 ed. Marzocco 1954).
- Solomon L'vovič Poljakov, Don Giovanni sposo della morte: commedia in tre atti, trad. di Raissa Olkienizkaia-Naldi, Firenze, Nemi, «Collezione del Teatro Comico e Drammatico», 1933.
- Dmitrij Sergeevič Merežkovskij, Il segreto di Alessandro I: lo zar dell'alba rivoluzionaria, trad. di Raissa Olkienizkaia-Naldi, Firenze, Bemporad, «La storia romanzesca», 1935.
- Lev Nikolaevič Tolstoj, Autobiografia delle lettere. Scelte da Tat'jana L'vovna e annotate da Ettore Lo Gatto, trad. di C. Malavasi, A. A. Manzoni, R. Olkienizkaia Naldi e F. Rossi, con 19 illustrazioni fuori testo, Milano-Verona, Mondadori, «Le Scie», 1954.
- Boris e Arkadij Strugatskij, L'esperimento dimenticato, trad. di Raissa Olkienizkaia-Naldi, in 14 racconti di fantascienza russa, a cura di Jacques Bergier, Milano, Feltrinelli, «Il brivido e l'avventura», 1961, pp. 126-149.
- Anna Achmatova, a cura di Raissa Olkienizkaia-Naldi, con presentazione di Ettore Lo Gatto, Milano, Nuova Accademia, «Stelle», 1962.
- Anna Achmatova: poesie tradotte da Raissa Olkienizkaia-Naldi. Dizione di Anna Proclemer, Milano, Nuova Accademia Disco, 1962.
- Anna Achmatova, Il sogno e altre poesie. Poesie tradotte da Raissa Olkienizkaia-Naldi, dizione di Anna Proclemer, Milano, Nuova Accademia Disco, 1964.
- Konstantin Georgevič Paustovskij, E ancora giorno, a cura di Raissa Olkienizkaia-Naldi e Elena Schanzer, Milano, Nuova Accademia, «I Cristalli», 1965.
- Anton Pavlovič Čechov, Il giardino dei ciliegi, trad. di Raissa Olkienizkaia-Naldi, in Teatro borghese dell'Ottocento, a cura di Vito Pandolfi, Milano, Vallardi, «Scala Reale», 1967, pp. 667—712.
- Lev Nikolaevič Tolstoj, Infanzia, Adolescenza e Giovinezza, trad. di Raissa Olkienizkaia-Naldi, Firenze, Vallecchi, «Il nostro club. Classici del romanzo», 1971.
- Lidija Nikolaevna Sejfullina, Virinea, trad. di Raissa Olkienizkaia-Naldi, Roma, Amanda, 1980.
- Dmitrij Sergeevič Merežkovskij, Napoleone: l'uomo, la sua vita e la sua storia, trad. di Raissa Olkienizkaia-Naldi, Roma, Casini, «Storia e documenti», 1988.
- Lev Nikolaevič Tolstoj, Infanzia, trad. di Raissa Olkienizkaia-Naldi, Firenze, Passigli, «Le Lettere», 1985 (2 ed. 1998).